# ホウガン・スタジアム
ホウガン・スタジアム（英: Hougang Stadium）は、シンガポールのホウガン地区にある多目的スタジアム。

## 概要
主にサッカーの試合に用いられる。収容人数は2,400人。
現在、シンガポールプレミアリーグに所属するホウガン・ユナイテッドがホームスタジアムとして利用している。

## 交通アクセス
地下鉄のMRT北東線ホウガン駅より徒歩約10分。